# ایستون، نورفک
ایستون (به انگلیسی: Easton) یک روستا و محله مدنی در بریتانیا است که در South Norfolk واقع شده‌است. ایستون ۶٫۲۵ کیلومتر مربع مساحت و ۱٬۵۱۴ نفر جمعیت دارد.